# Roquette (arme)
Pour les articles homonymes, voir Roquette.

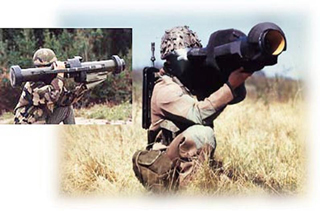
Fantassin de l'armée de terre française en position de tir avec un lance-roquette (RPG : rocket-propelled grenade) Apilas. Arme antichar standard à la fin des années 1980 et dans les années 1990.

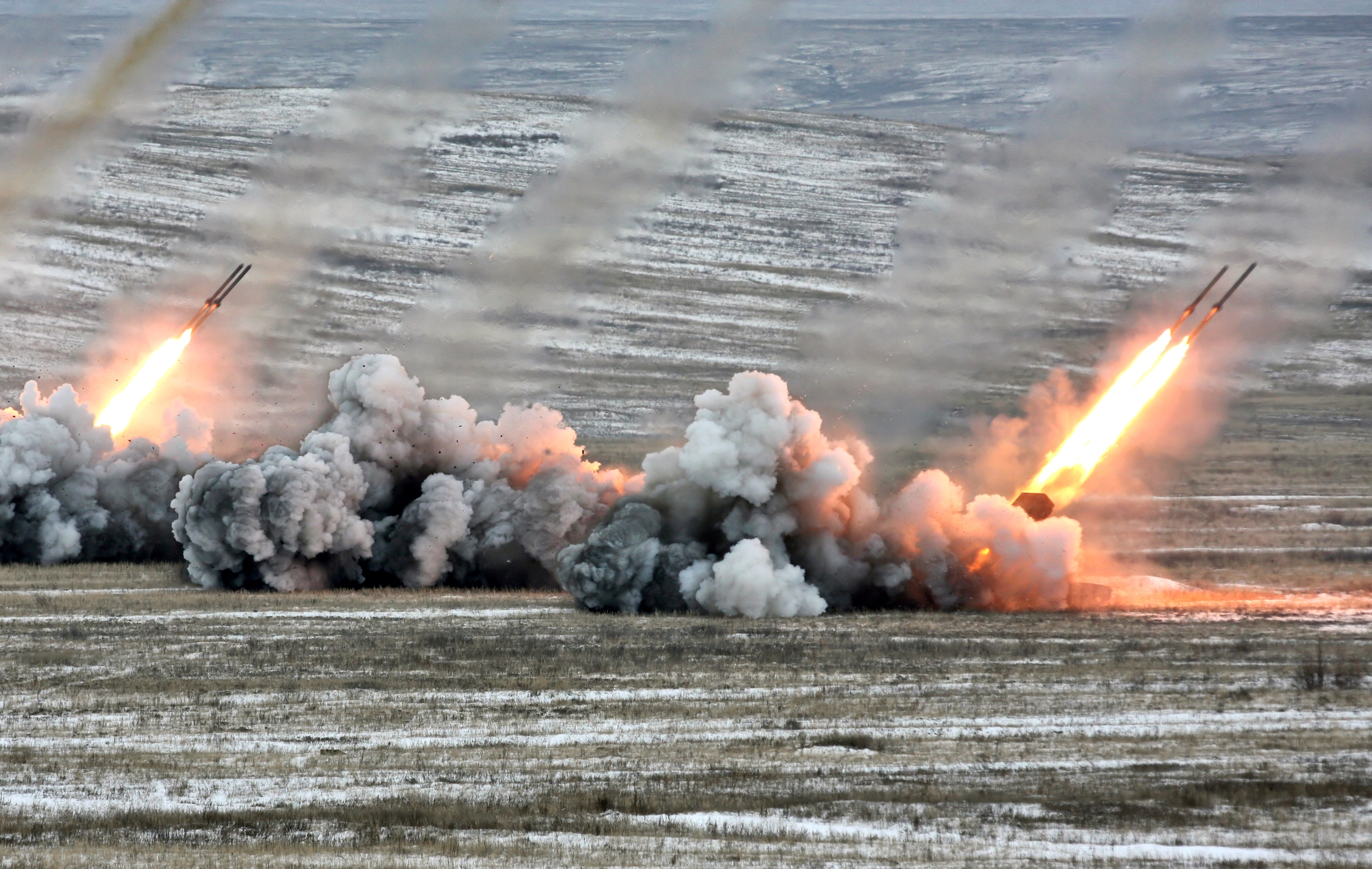
Tir de TOS-1 russe.

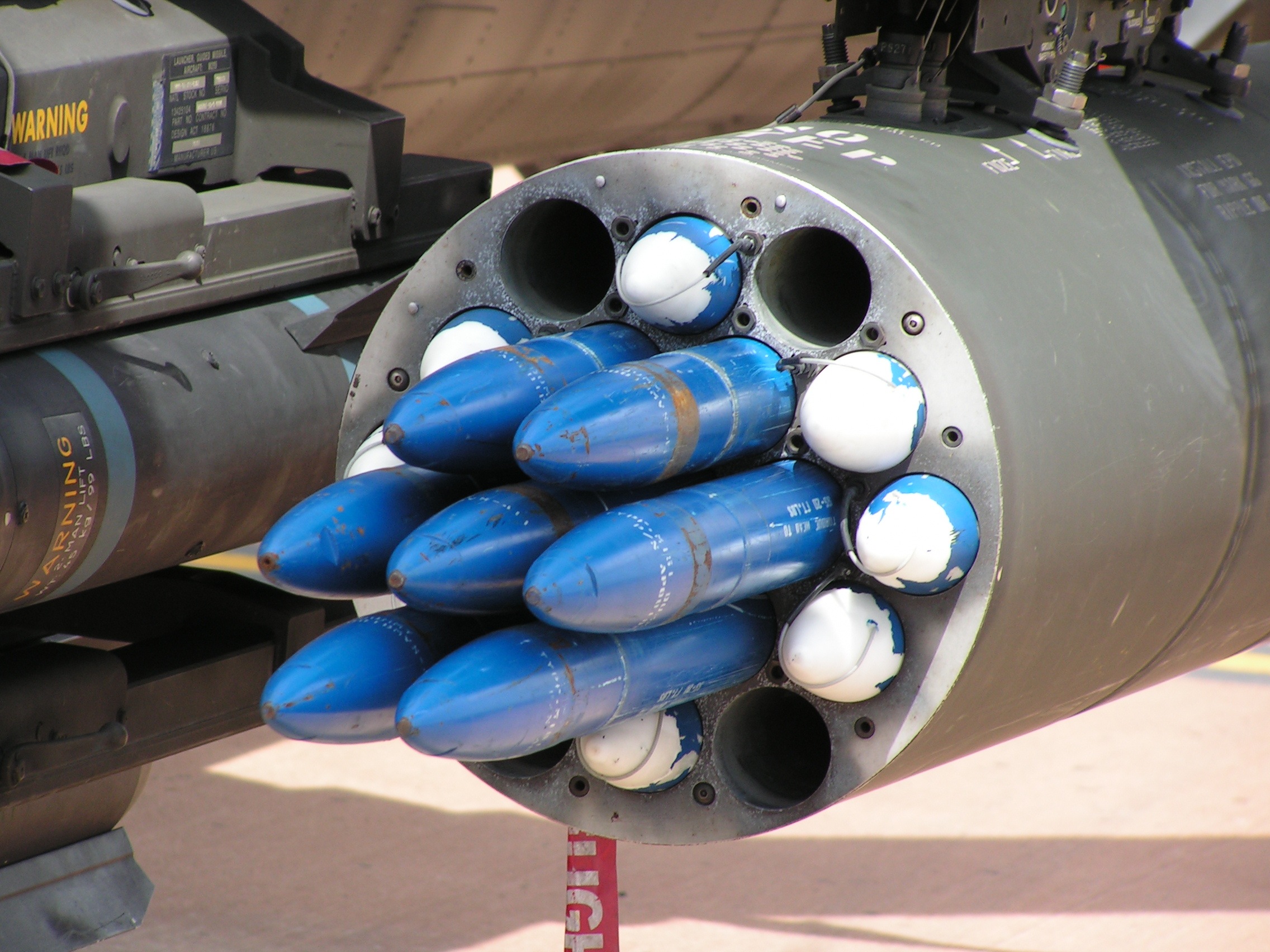
Roquettes Hydra-70 dans un lanceur M261 à 19 tubes équipant un hélicoptère d'attaque AH-64 Apache des forces armées néerlandaises.

Une roquette est un projectile guidé ou[réf. nécessaire] non-guidé propulsé par un moteur-fusée.
En langage militaire, une roquette se distingue principalement d'un missile par sa trajectoire : là où un missile est propulsé sur toute sa course, une roquette est initialement propulsée, puis termine son vol à la manière d'un obus. Certaines roquettes sont développées initialement comme projectiles non guidés avant qu'un système de guidage leur soit ajouté, comme pour le GMLRS. Des roquettes air-sol à guidage laser ont été développées récemment par Thales.

## Types
- Non guidée air-air (contre des formations de bombardiers, souvent chronométrée),
- Non guidée sol-sol (arme antichar),
- Guidée sol-sol (artillerie),
- Non guidée air-sol (arme antichar, support aérien),
- Guidée air-sol (arme antichar, support aérien),
- Non guidée sol-air (contre des formations de bombardiers).

## Étymologie
Le terme « roquette » est la reprise d'un terme du moyen français roquet(te) « fusée de guerre », pris plus tard comme équivalent de l'anglais rocket signifiant « fusée ». Le terme anglais est emprunté au français ou directement à l'italien rocchétta « fusée », également source du mot français, diminutif de rocca, mot issu du gotique *rŭkka « quenouille » par analogie de forme.

## Histoire
Les premières roquettes ont probablement été utilisées par les Chinois aux alentours du XIIe siècle, lors des grandes invasions barbares.
En Europe, c'est à Hermannstadt, l'actuelle Sibiu (Roumanie) qu'en 1529 l'Allemand Conrad Haas conçoit et lance pour la première fois des roquettes à plusieurs étages.
Aux Indes, qui étaient à la fin du XVIIIe siècle et au début du XIXe siècle sous domination britannique, le sultan de Mysore utilise des fusées à poudre noire, enfermées dans des tubes de fer blanc et équipées de pointes de lance, contre les troupes coloniales britanniques où elles sèment la confusion, et parfois la mort. Un officier de marine britannique, William Congreve s'intéresse à cette arme et la copie, obtenant des portées de plus de 1 200 mètres. Les fusées Congreve seront utilisées comme armes anti-personnel et anti-navires durant les guerres napoléoniennes. Malgré certains succès, leur fonctionnement est capricieux, il arrive même qu'elles fassent demi-tour en vol et reviennent à l'envoyeur, comme en témoigne le récit du général anglais Cavalié Mercer (en) à la bataille de Waterloo.
En 1935, Hermann Oberth lance à Mediaş à l'arsenal de l'armée roumaine, la première roquette à combustible liquide.
Mais la première utilisation de masse des roquettes revient à l'Armée rouge durant la Seconde Guerre mondiale, avec ses roquettes Katioucha constituant ce qu'on appellera les orgues de Staline. D'autres armées utilisèrent des roquettes, comme les Nebelwerfer allemands (dès la Première Guerre mondiale) mais seuls les Soviétiques les utiliseront en masse sur des véhicules. Le lance-roquette T34 Calliope américain, monté sur Sherman, était capable d'un puissant tir de barrage également efficace contre les chars ; il ne fut cependant pas grandement répandu (seule la 2e Division Blindée en employait en août 1944).
De nos jours, les roquettes sont encore utilisées par la plupart des armées. Les roquettes de 277 mm du lance-roquettes multiple M270, par exemple, rasent un hectare distant de 30 km.
L'aviation utilisa également beaucoup les roquettes et des modèles de faible puissance ont été montés sur les biplans dès la Première Guerre mondiale, les « fusées Le Prieur » par exemple. Ce sont les premières utilisations de roquettes sur avions et les premiers usages de roquettes air-air et air-sol.  Au cours de la Seconde Guerre mondiale, les Alliés ont couramment employé des roquettes pour l'attaque au sol, montées sur Hawker Typhoon britannique et sur les appareils américains P-38 Lightning, P-47 Thunderbolt et P-51 Mustang. Ces roquettes se montreront particulièrement efficaces dans la chasse aux blindés allemands. C'est également à cette époque que sont apparues les roquettes antichar portables mises en œuvre par l'infanterie avec le bazooka de l'armée américaine. Les premières roquettes air-air contre les avions sont allemandes (les roquettes Le Prieur étaient utilisées contre les zeppelins). Il s'agit de la Werfer-Granate 21, dérivée du Nebelwerfer 42, destinée à abattre les bombardiers alliés. 
Tout d'abord attachées une à une sous les ailes de l'avion, les roquettes se présenteront par la suite en panier permettant de les tirer individuellement ou en salve. Ce type de munitions est également déployé par les hélicoptères de combat. Depuis le début, elles servent de façon quasi exclusive à l'attaque de cibles au sol. Elles sont en effet trop imprécises pour une cible volante.
Différents types de roquettes embarquées par des aéronefs ont été développés pour des usages variés, par exemple perforantes pour attaquer les bunkers et explosives contre les troupes au sol, les positions d'artillerie et les véhicules légèrement blindés. Il existe également des roquettes dont la charge est constituée de fléchettes qui se dispersent après une certaine distance de vol, ce type est le seul qui permette à un aéronef d'en engager un autre même si ce n'est pas sa fonction initiale.